# Bigi Poika
Bigi Poika (Karibisch: Akarani) ist ein von Kariben bewohnter
Ort und Ressort im Distrikt Para, in Suriname. Er hat 525 Einwohner (Census 2012).

## Lage
Bigi Poika liegt zwischen den Flüssen Saramacca und Coesewijne. Er ist von der circa 80 Kilometer entfernt liegenden Hauptstadt Paramaribo aus über den Indira-Gandhi-Weg in Richtung Johan Adolf Pengel International Airport, von hier aus über die südliche Ost-West-Verbindung, den Avanaveroweg, westlich in Richtung Apoera zu erreichen. Auf dem Weg ist die Brücke über den Saramacca zu überqueren und anschließend führt ein Seitenweg in nördlicher Richtung zum von hier aus noch rund 25 Kilometer entfernt liegenden Dorf. Bigi Poika liegt von der Landschaftsform her in einer Savanne.
Es besteht eine tägliche Busverbindung mit Paramaribo. Da die Sandpisten ab dem Flughafen meist schlecht unterhalten sind, dauert die Fahrt von oder nach Paramaribo oft  mehr als vier Stunden.

## Einkommen
Die Bewohner leben überwiegend von der Jagd, der Waldwirtschaft, dem Kleinlandbau und in geringerem Umfang von der Fischerei. Einige der Produkte sowie aus Baumwolle oder Holz angefertigte Waren werden täglich auf dem Markt in Paramaribo zum Verkauf gebracht. Außerdem hat die Dorfgemeinschaft die traditionellen Rechte über das angrenzende Ober-Coesewijne-Naturschutzgebiet. Die lokale Bevölkerung wird daher durch den Staat bevorzugt als Forst- und Schutzpersonal in dem Naturschutzgebiet eingesetzt.

## Sprache, öffentliche Einrichtungen
Die Umgangssprache in Bigi Poika ist das Karibisch. Die meisten Einwohner sprechen auch Sranantongo und in geringerem Umfang Niederländisch. Der Ort verfügt über eine Grundschule mit vier Lehrerwohnungen. Die Pädagogen bestehen meist aus lokalen Kräften. In der Nachbarschaft zur Schule steht ein auf traditionelle Weise gebautes Gemeinschaftshaus.
Außerdem besteht im Ort eine kleine Poliklinik, die jedoch nicht immer besetzt ist. Hierdurch ist die Bevölkerung oft auf die Poliklinik in Zanderij angewiesen. 

## Bürgerkrieg
Im Laufe des 1986 ausgebrochenen Bürgerkrieges, auch als „Dschungelkrieg“ bekannt, zwischen dem
„Dschungelkommando“ unter Ronnie Brunswijk und der  Nationalen Armee unter Führung von Desi Bouterse wurden auch im Bigi Poika-Gebiet verschiedene kleinere Guerilla-Gruppen, unter den Namen Angula, Mandela und Kofimaka aktiv. Einheimische aus verschiedenen Dörfern gründeten die Bewegung Tucajana Amazones, die durch Bouterse bewaffnet wurde. Sie blockierten die südliche Ost-West-Verbindung und erklärten das gesamte Hinterland zum unabhängigen Einheimischen-Gebiet. Der militärische Kommandant der Tucajana’s (übersetzt: Sturm), Thomas Sabajo, richtete 1989 sein Hauptquartier in einer Lehrerwohnung in Bigi Poika ein. Mit den Friedensgesprächen Anfang der 90er Jahre normalisierten sich die Verhältnisse wieder und die Tucajana’s verließen Bigi Poika im September 1992.

## Musik
Von alters her werden in Bigi Poika traditionelle Lieder gesungen und getanzt, insbesondere bei der Einweihung, Installation des Dorfoberhauptes und bei Trauerritualen. Jährlich im Juni wird außerdem ein großes Gemeinschaftsfest organisiert.
In den 90er Jahren des vorigen Jahrhunderts entwickelte sich ein neues Phänomen, die von Ursprung her rein kreolische Kawina-Musik, a cappella gesungen, nur von einigen traditionellen Schlaginstrumenten begleitet, wurde auch unter Einheimischen immer populärer. Es formierten sich Kawina-Gruppen, die Texte in einheimischen Sprachen und in Sranan sangen. Bigi Poika war einer der Orte, wo diese Ingi-Kawna Wurzel schlug. Es entstanden Musikformationen wie Akarani Sound, Esekematoko und Kari Kuri.

## Gemeinschaftswald
Am 9. Juli 2016 bekam die Dorfgemeinschaft von einer Delegation der Regierung formell das Waldnutzungsrecht über eine Fläche von 22.000 Hektar im Bigi Poika Gebiet in Form eines Konzessionsvertrages überhändigt.